# Bob Avakian
Robert Bruce "Bob" Avakian, född den 7 mars 1943 i Washington, D.C. är partiordförande för det Revolutionära Kommunistiska Partiet, USA.

## Biografi
Avakian föddes i Washington, och växte upp i Kalifornien. Han är sonson till armeniska invandrare som bosatte sig i Kalifornien. Avakian var en amerikansk fotbollsspelare i skolan. Hans far var Spurgeon Avakian, en domare i Alameda County i Kalifornien. Under sin tid på Kaliforniens universitet utvecklade Avakian radikala politiska tankar. Han blev talesman för United State Peace and Freedom Party, och en aktiv supporter för de svarta pantrarna.
Avakian var även aktiv inom rörelsen Students for a Democratic Society och en ledande figur inom Revolutionary Youth Movement. Han jobbade med att sätta ihop Bay Area Revolutionary Union. Denna grupp växte och absorberade andra Marxist-Leninistiska grupper som växte ut ur SDS. Detta blev sedan Revolutionary Union.
Under 1975 skapade de ledande inom den revolutionära unionen det Revolutionära Kommunistiska Partiet. När Deng Xiaoping besökte Förenta staterna marsherade Avakian och andra grupper runt om i Washington. Under protesterna greps Avakian, och tillsammans med andra dömdes de till (sammanlagt) 241 år i fängelset. På grund av detta flydda Avakian till Frankrike under 1981. Anklagelserna mot Avakian lades ner 1982, men han fortsatte sin självvalda exil. Under de senare decennierna har Avakian inte hållit offentliga tal, men han har skrivit för sitt parti inom dess tidning Revolution, och även spelat in tal och skrivit ett antal böcker. År 2014 talade han dock på ett event i New York på temat religion och revolution, 71 år gammal.

## Åsikter
Avakian är uttalad ateist och anser att mänskligheten kräver "förening utan gudar". Han är en förespråkare för marxism-leninism-maoism.
Som partiordförande för RKP, och som skrivare, stödjer Avakian det Leninistiska konceptet om en partistat som leder folket i en revolutionär kamp. Partiets syfte, enligt Avakian, ska fortsätta efter revolutionen och leda folket i dess kamp i socialism (så som det gjorde i Sovjetunionen och Kina, där Avakian anser att de kapitalistiska förespråkarna inom partierna stoppade utvecklingen och återinförde kapitalismen). Inom maoismen är man eniga om Maos idéer, om striden mot "modern revisionism" inom Sovjetunionen, och inom Kinas styrande parti, så som Maos kulturella revolution.
Avakian anser att en spontan revolution kommer att misslyckas då den inte har ledare med dialektisk materialism som grund. På grund av denna tro har många anarkister och socialdemokrater tagit avstånd från hans åsikter.
Avakian har kritiserats för att ha stött ledare så som Josef Stalin och Mao Zedong. Han anklagas också för att inta en kritisk hållning 1900-talets realsocialism, främst eftersom Stalin nedgraderade den internationella rörelsen.
Avakian anser också att Förenta staterna håller i "förtryckta nationer", något som är omdiskuterat inom kommuniströrelsen, då arbetarklassens kamp handlar om globalt förenande, inte om lokala nationer. 
Man kritiserar också Avakian för att ha en egen personlighetskult, som man kan hitta i partiets olika publikationer.
Avakian anser att det Demokratiska partiet i USA inte är folkets parti, utan styrs till förmån för den kapitalistiska överklassen. Han anser att det är nödvändigt för ett parti att ta tag i kampen och mobilisera miljoner människor, i och utanför USA.
Avakian anser att det inte finns något "heligt" angående de olika nationerna, och anser att de skapats av tidigare krig och erövringar. De olika länderna måste därför basera sina rörelser på sina lokala problem. Avakian håller upp "Folkets krig"-modellen, då tredje världen är de som först uppnår revolution, och USA och Europa kommer att besegras utifrån.

## Arbete
Avakian är en av skribenterna för sitt parti, inom tidningen Revolution, och har skrivit ett antal böcker:
- Preaching From a Pulpit of Bones
- Democracy: Can't We Do Better Than That? - En analys på demokratin.
- A Horrible End, or an End to the Horror?
- Could We Really Win? - Hur revolutionen skulle lyckas i länder som USA.
- Phony Communism is Dead; Long Live Real Communism - En respons till det uttalade "Kommunismens Kollaps".
- The Immortal Contributions of Mao Tse-Tung - Artiklar angående Mao Zedongs viktighet.
- Bullets From the Writings Speeches and Interviews of Bob Avakian (Little Silver Book) - En samling av meningar.
- For a Harvest of Dragons - En samling skrivningar.
- From Ike to Mao and Beyond: My Journey from Mainstream America to Revolutionary Communist (ISBN 0-9760236-2-8) - En biografi.[3][4]
- Observations on Art and Culture, Science and Philosophy - Text om konst, kultur, vetenskap och filosofi.
- Marxism and the Call of the Future: Conversations on Ethics, History, and Politics

Avakian spelade in ett ljudband under 2001 under titeln Bob Avakian Speaks Out, som finns tillgängliga i två segment.
Han spelade 2003 in några videoklipp under namnet REVOLUTION: Why It's Necessary, Why It's Possible, What It's All About.